# Pantee (Ingin Jaya)
Pantee is een bestuurslaag in het regentschap Aceh Besar van de provincie Atjeh, Indonesië. Pantee telt 1042 inwoners (volkstelling 2010).